# NGC 6571
NGC 6571 est une petite galaxie lenticulaire (elliptique ?) compacte située dans la constellation d'Hercule. Sa vitesse par rapport au fond diffus cosmologique est de 4 651 ± 29 km/s, ce qui correspond à une distance de Hubble de 68,6 ± 4,8 Mpc (∼224 millions d'al). NGC 6571 a été découverte par l'astronome allemand Albert Marth en 1864.